# Intercepted Message
Intercepted Message — двадцать седьмой студийный альбом американской рок-группы Osees из Сан-Франциско. Он был выпущен 18 августа 2023 года лейблом In the Red Records. Это пятый (шестой с учётом альбома ремиксов) полноформатный альбом группы, выпущенный под названием Osees. Ранее группа выпускала свои альбомы под названиями «Thee Oh Sees», «OCS», «The Ohsees» и «The Oh Sees». Релиз получил положительные отзывы критиков.

## Отзывы
| Совокупная оценка | Совокупная оценка |
| Источник          | Оценка            |
| ----------------- | ----------------- |
| Metacritic        | 84/100            |
| Оценки критиков   |                   |
| Источник          | Оценка            |
| The Arts Desk     | [ 1 ]             |
| Hot Press         | 7/10              |
| Loud and Quiet    | 5/10              |
| Pitchfork         | 6.9/10            |
| Riff Magazine     | 8/10              |

Альбом получил положительные оценки и признание от музыкальных критиков.
 Intercepted Message получил оценку 84 из 100 на агрегаторе рецензий Metacritic на основе четырёх рецензий критиков, что указывает на «всеобщее признание». Эдвин Макфи из Hot Press назвал его «забавным путешествием по воспоминаниям от группы, которая отказывается оставаться на одном месте слишком долго» и пришёл к выводу, что «хотя не все попадает в цель, Intercepted Message все равно остаётся приятной главой в легендарной карьере группы». Джо Маггс, рецензируя альбом для The Arts Desk, описал его как «чрезвычайно простую запись. Это большой, топающий, неандертальский синти-рок для вечеринок» без «новых звуков […]: структуры — классический гаражный панк, [а] рычание и визг синтезаторов звучат как какая-то кое-как собранная установка из 1970-х». Дэвид Гилл из журнала Riff Magazine написал, что альбом «умеряет лоу-файную панк-энергетику Metamorphosis 2022 года с помощью синтезаторов и глупости», а «некоторые песни предлагают очевидные новые влияния». Гия Кортасса из Loud and Quiet назвала это «жаль, что напыщенные обещания [Двайера] не были выполнены в музыке. Какими бы плотными и быстрыми они ни были, 12 треков звучат усталыми и измотанными почти с самого начала». Эван Минскер из Pitchfork написал, что «от синти-попа до новой волны и диско, рок-группа, меняющая форму, выкладывается на весь свой клавишный альбом», но пришёл к выводу, что «нити, связывающие эти песни, свободны и непоследовательны, что можно было бы сказать о группе, которая быстро движется и перескакивает из одной поджанровой микроэры в другую».

## Список композиций
| №                   | Название                                    | Длительность |
| ------------------- | ------------------------------------------- | ------------ |
| 1.                  | «Stunner»                                   | 2:44         |
| 2.                  | «Blank Chems»                               | 4:15         |
| 3.                  | «Intercepted Message»                       | 3:26         |
| 4.                  | «Die Laughing»                              | 4:10         |
| 5.                  | «Unusual & Cruel»                           | 3:22         |
| 6.                  | «The Fish Needs a Bike» (оригинал от Blurt) | 3:17         |
| 7.                  | «Goon»                                      | 2:12         |
| 8.                  | «Chaos Heart»                               | 2:46         |
| 9.                  | «Submerged Building»                        | 2:49         |
| 10.                 | «Sleazoid Psycho»                           | 3:09         |
| 11.                 | «Always at Night»                           | 7:03         |
| 12.                 | «LADWP Hold»                                | 2:01         |
| Общая длительность: | Общая длительность:                         | 41:19        |

## Чарты
| Чарт (2023)                                  | Высшая позиция |
| -------------------------------------------- | -------------- |
| Шотландия (Scottish Albums Chart)            | 89             |
| Великобритания (UK Independent Albums Chart) | 17             |